# Natriumpicosulfat
Natriumpicosulfat ist ein Arzneistoff und gehört zur Wirkstoffklasse der Laxativa. Die Anwendung kann kurzzeitig bei Verstopfung und bei Erkrankungen erfolgen, die einen erleichterten Stuhlgang erfordern.
Die gewünschte Wirkung tritt ca. 6 bis 12 Stunden nach der oralen Verabreichung ein.

## Entdeckung
Der Wirkstoff ist eine Weiterentwicklung des Abführmittels Bisacodyl. Während dieses Carbonsäureester-Funktionen besitzt, ist Natriumpicosulfat ein wasserlösliches Salz und hat daher ein verändertes pharmakologisches Wirkungsprofil. 
Die Verbindung wurde von Gianfranco Pala im Istituto de Angeli S. p. A. in Mailand synthetisiert und neben weiteren Verbindungen 1966 als Laxans zum Patent angemeldet.
Synthesen wurden von Pala und Mitarbeitern 1968 in der Zeitschrift Helvetica Chimica Acta sowie Tetrahedron publiziert.
Das Sulfat wurde aus dem Diphenol (4,4′-Dihydroxydiphenyl-2-pyridylmethan) erhalten, welches  u. a. durch Kondensation von Phenol mit Pyridin-2-carbaldehyd synthetisiert werden kann. Die Substitution des Phenols erfolgt jedoch auch in ortho-Position, was zum 2-Hydroxyphenyl-Derivat führt. Das Gemisch der Positionsisomere konnte getrennt werden. Es gelang jedoch, die Selektivität der Kondensation durch Modifikation der Phenol-Komponente zu erhöhen, was aber hier nicht weiter erläutert werden soll.

## Wirkungsmechanismus
Der Wirkungsmechanismus von Natriumpicosulfat entspricht dem von Bisacodyl. Von Letzterem unterscheidet es sich dadurch, dass Natriumpicosulfat nicht den enterohepatischen Kreislauf durchläuft. Daher tritt die Wirkung von Natriumpicosulfat schneller ein.
Im Dickdarm wird Natriumpicosulfat, ähnlich wie Bisacodyl, durch Darmbakterien zu Bis-(p-hydroxyphenyl)-pyrid-2-yl-methan (BHPM) hydrolysiert, das die eigentlich wirksame Substanz darstellt.

## Nebenwirkungen
Die lange publizierten Elektrolytverschiebungen im Serum konnten auch nach jahrzehntelanger Einnahme nicht beobachtet werden; eine Gewöhnung tritt auch bei jahrelangem Gebrauch nur sehr selten auf. Durch die motorische Wirkung kann es zu krampfartigen Bauchschmerzen kommen.
Bei der Anwendung von Natriumpicosulfat-haltigen Zäpfchen kann es zu Schmerzen und Blutungen im Bereich des Enddarms kommen.

## Handelsnamen
Monopräparate
Agaffin Abführgel, Dragees und Tropfen (A); Agiolax Pico Abführ-Pastillen (D); Agiopic Abführpastillen (A); Darmol Pico Täfelchen (D); Dulcolax NP Tropfen (D); Dulcolax Picosulfat und Pearls (CH); Fructines (CH); Guttalax Tropfen und Perl-Kapseln (A); Laxasan (CH); LaxansTropfen (D), Laxasan-Tropfen (A); Laxoberal Abführ-Perlen, -Tabletten und -Tropfen (D); Laxoberon (CH); Regulax Abführwürfel Picosulfat und Picosulfat Tropfen (D); Generika (D)
Kombinationspräparate
CitraFleet (mit Magnesiumoxid) (D); PICOPREP (mit Magnesiumoxid) (D)